# José del Castillo (malarz)
José del Castillo (ur. 14 października 1737 w Madrycie, zm. 5 października 1793 tamże) – hiszpański malarz neoklasyczny, uprawiał również grawerstwo. 
Współpracował z Królewską Manufakturą Tapiserii Santa Bárbara malując kartony do tapiserii – wzory do produkcji gobelinów.
Karol III był opiekunem jednej z największych świątyń w Madrycie – Kościoła San Francisco el Grande. Korzystający z protekcji króla Zakon franciszkanów zamówił siedem obrazów mających zdobić ołtarze świątyni, a ich wykonanie zlecono siedmiu znanym malarzom epoki. Wśród wyróżnionych niewątpliwym zaszczytem artystów znalazł się również Castillo oraz: Francisco Goya, Mariano Salvador Maella, Francisco Bayeu, Andrés de la Calleja, Antonio González Velázquez i Gregorio Ferro. Malowidła powstały w latach 1781–83.
Wraz z Juanem Barcelónem y Abellánem stworzył ilustracje do hiszpańskiego wydania Traktatu o malarstwie Leonarda da Vinci.